# Victor Dourlen
Victor Dourlen född den 3 november 1780 i Dunkerque, död den 8 januari 1864 i Paris, var en fransk tonsättare.
Dourlen reste till Italien som regeringens stipendiat efter att ha tilldelats romerska priset 1804. Han var professor i harmonilära vid Pariskonservatoriet 1816–1846. Dourlen utgav Traité d'harmonie, contenant un cours complet, tel qu'il est enseigné au conservatoire de Paris (Paris 1834). Han komponerade operorna Linnée, Cagliostro (tillsammans med Reicha), Marini med flera, trior, sonater och fantasier för piano med mera.